# Mario Carpitella
Mario Carpitella (Torino, 9 febbraio 1930 – Roma, 18 novembre 2008) è stato un traduttore, autore televisivo e intellettuale italiano.

## Biografia

### Attività televisiva
Negli anni cinquanta fu inviato dalla Rai, diretta allora da Filiberto Guala, quale parte di una folta schiera di giovani intellettuali, a cui sarà affibbiata l'etichetta scherzosa di "corsari", in virtù delle circostanze della loro assunzione, avvenuta per meriti intellettuali e al di fuori di logiche di lottizzazione e appartenenza politica: tra essi vi erano Gianni Vattimo, Furio Colombo, Umberto Eco, Enrico Vaime, Fabiano Fabiani, Luigi Silori, Piero Angela, Adriano De Zan, Emmanuele Milano, Angelo Guglielmi, Emilio Garroni, Folco Portinari, Gianfranco Bettetini.
Come dipendente Rai, fu ideatore e curatore, con Enzo Tortora, del programma televisivo Portobello.

### Attività editoriale
Come intellettuale si è distinto per il contributo dato all'opera di cura e traduzione dell'opera omnia di Friedrich Nietzsche, condotta assieme a Giorgio Colli, Mazzino Montinari, Sossio Giametta e altri, per i tipi dell'Adelphi. Il suo nome è legato inoltre a un'analoga operazione editoriale, promossa sempre da Adelphi: l'edizione italiana, con Franco Volpi, dell'opera di Arthur Schopenhauer, con la quale si dava seguito a un auspicio formulato da Giorgio Colli prima della morte.

### Traduzioni
È stato autore di numerose traduzioni di opere di letteratura, arte, storia e filosofia, da originali in lingua tedesca e inglese, di autori come Daniel Defoe, Karl Kraus, Vasilij Vasil'evič Rozanov, Jürgen Habermas, Jerome Seymour Bruner, Ernst-Wolfgang Böckenförde, Philippe Ariès, Georges Duby, Ernst Gombrich, Robin Lane Fox, Barry Strauss, Eric Hobsbawm, Ralf Dahrendorf, Eric A. Havelock, Bryan Ward-Perkins, Charles Rowan Beye, Edward Champlin, Bertolt Brecht; moltissimi di tali lavori gli furono commissionati dalla casa editrice Laterza, nella persona dell'allora direttore editoriale Enrico Mistretta, con cui intrattenne uno stretto legame di amicizia e di intensa, proficua collaborazione. Ha curato inoltre, per le Edizioni Paoline, la versione  italiana dell'Oxford Classical Dictionary e, con Licinio Galati, quella del Lexikon der Weltliteratur, di Gero von Wilpert.
Ha vinto il Premio Monselice per la traduzione letteraria e scientifica nel 1982 per Gli ultimi giorni dell'umanità di Karl Kraus, da lui tradotto per la collana editoriale Biblioteca Adelphi.
Nel 1994 ha ricevuto il Premio nazionale per la traduzione, conferitogli dal Ministero per i beni e le attività culturali per l'opera complessiva di traduttore.

### Morte
La notizia della sua morte, passata quasi inosservata sui giornali cartacei, è stata del tutto ignorata dai telegiornali Rai.